# مریم چمنی
مَریَم چَمَنی گیاهی است از تیرهٔ نعناعیان که بومی اروپا، آسیای باختری و شمال آفریقا است.
مریم چمنی از جنس مریم‌گلی‌ها (Salvia) است.